# محمد بن القاسم السبتي
محمد بن القاسم السبتي (مواليد مدينة سبتة, المغرب) من مؤرخي مدينة سبتة و صاحب كتاب اختصار الأخبار عما كان بثغر سبتة من سني الآثار.

## مسيرته
هو محمد بن القاسم بن محمد بن أحمد بن عبد الملك الأنصاري المحتد السبتي، لا نعلم شيئا عن تاريخ ميلاده و لا تاريخ وفاته، و الذي نعلم أنه ولد بمدينة سبتة المغربية و نشأ بها و أن أبا العباس بن أبي الخير الأنصاري جده من جهة الأم وأن أبا العباس الدقاق من أصهار سلفه، ويظهر أن أصل هذا السلف من قرية بحوز سبتة تسمى بزبج، لأنه يسميها (قريتنا) عندما يذكرها، كانت لهم بها أملاك، ثم انتقلوا منها إلى سبتة حيث تملكوا بعض العقارات. توفي رحمه الله بعد سنة 825هـ.

## مؤلفاته
- اختصار الأخبار عما كان بثغر سبتة من سني الآثار.
- الكواكب الوقادة في ذكر من دفن بسبتة من العلماء والصلحاء والقادة (يعتقد أنه من تأليفه).
- بغية السامع.
- كتاب الاعلام.